# إلى المعلم مع الحب (فلم 1967)
إلى المعلم مع الحب (بالإنجليزية: To Sir, with Love) فيلم بريطاني عرض عام 1967 . يعتبر الفيلم أول الأفلام التي عالجت القضايا الاجتماعية والعنصرية في المدارس البريطانية والتي أطلقت العنان لمعالجة قضايا المراهقين وشغب المدارس . اقتبست مسرحية مدرسة المشاغبين أحداثها من الفيلم.

## قصة الفيلم
في انتظار الحصول على وظيفة ضمن تخصصه الهندسي، يوافق مارك تاكيراي شاب ذو بشرة سمراء على التدريس في مدرسة ثانوية في لندن، تضم مجموعة من المراهقين من ذوي البشرة البيضاء الفقراء المتمردين والرافضين لجل أشكال الحوار. ليتعرض للعديد من المشاكل والتصادمات معهم، خاصة في ظل فترة الستينيات حيث العنصرية والعنف ضد السود، لكن بعد علمه باستقالة مجموعة من زملائه المدرسين يقرر مارك استخدام أساليبه الخاصة، بعيدا عن أي نظرية تعليمية.

## روابط خارجية
- مقالات تستعمل روابط فنية بلا صلة مع ويكي بيانات